# Titan Saturn System Mission
Il Titan Saturn System Mission (TSSM) è una proposta di una missione spaziale congiunta tra NASA e ESA che avrebbe come scopo l'esplorazione di Saturno e delle sue lune Titano ed Encelado.
Il progetto è nato nel gennaio del 2009 con la fusione dei progetti Titan and Enceladus Mission (TandEM) dell'ESA e Titan Explorer 2007 della NASA. Secondo i piani iniziali, il lancio del vettore era previsto per il 2020.  Secondo i piani del progetto TandEM, era previsto un viaggio di sette-otto anni e una missione esplorativa di almeno due anni.

Il vettore, lanciato con l'utilizzo della tecnica della fionda gravitazionale tra la Terra e Venere (Venus Earth Earth Gravity Assist VEEGA) oppure in modo diretto (tramite un vettore Space Launch System), dovrebbe trasportare un orbiter che rimarrebbe nell'orbita di Titano, un pallone-sonda che esplorerebbe l'atmosfera e un lander acquatico, denominato TiME, che atterrerebbe nel Mare Kraken o nel Mare Ligeria. Il viaggio di avvicinamento durerebbe, secondo le previsioni, 9 anni, mentre la missione esplorativa altri 4 anni dei quali 2 di esplorazione orbitale di Saturno, 2 mesi rilevazione aerea di Titano e 20 mesi di esplorazione orbitale della luna.

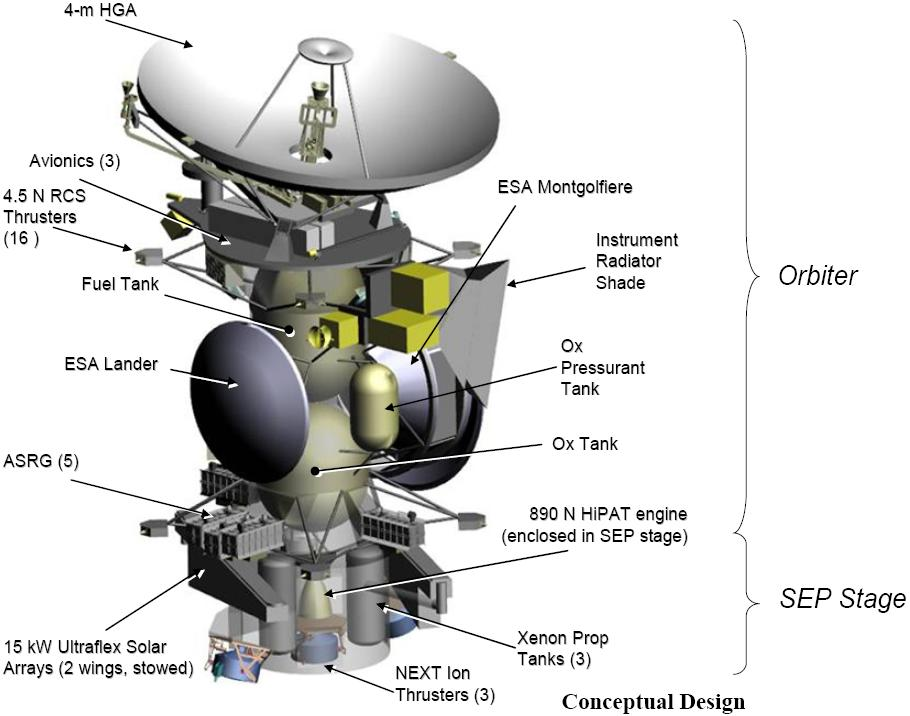
Struttura dell'orbiter

Secondo la NASA, il costo del progetto dovrebbe aggirarsi intorno a 2,5 miliardi di dollari.
Nel febbraio del 2009, i due enti spaziali annunciarono di accordare la loro priorità alla missione spaziale Europa Jupiter System Mission (EJSM), destinata all'esplorazione di Giove. Nello stesso anno, tuttavia, la partecipazione della NASA alla EJSM è stata annullata per tagli al budget, mentre l'ESA decise di proseguire il progetto come Jupiter Icy Moons Explorer. Il Titan Saturn System Mission rimane in una fase di lento sviluppo che lo dovrebbe successivamente condurre al lancio.
Considerate le difficoltà della NASA nel finanziare nuove missioni flag-ship (dal costo superiore ai 2 miliardi di dollari), è stata cercata l'approvazione di missioni dirette verso Titano nell'ambito di un programma meno ambizioso, qual è quello Discovery. Nel maggio del 2011, è stata proposta alla NASA la missione TiME, ma l'ente spaziale statunitense le ha preferito il lander marziano InSight, ritenendo TiME troppo ambizioso per essere tentato nei limiti di costo del Programma Discovery. In seguito a tale rifiuto, la proposta è stata integrata nel progetto TSSM.